# Pirmin Lang
Pirmin Lang (Pfaffnau, 25 novembre 1984) è un dirigente sportivo, ex ciclista su strada ed ex ciclocrossista svizzero.

## Carriera
Nel febbraio del 2020 ha ammesso il coinvolgimento nell'Operazione Aderlass, rivelando di aver fatto uso di doping durante tutta la sua carriera; è stato squalificato inizialmente per quattro anni, in seguito ridotti a 18 mesi.

## Palmarès

### Strada
- 2011 (Atlas Personal, due vittorie)

Berner Rundfahrt
Antwerpse Havenpijl
- 2012 (Atlas Personal, due vittorie)

2ª tappa An Post Rás (Kilkenny > Gort)
1ª tappa Boucles de la Mayenne (Saint-Berthevin > Lassay-les-Chateaux)

### Cross
- 2007-2008

International Grand Prix Cyclocross Moos-Sion-Valais, (Sion)

## Piazzamenti

### Grandi Giri
- Vuelta a España

2014: 146º

### Classiche monumento
- Liegi-Bastogne-Liegi

2013: 130º
2014: ritirato
2015: ritirato

### Competizioni mondiali
- Campionati del mondo di ciclocross

Tábor 2001 - Junior: 46º
Zolder 2002 - Junior: 10º
Monopoli 2003 - Under-23: 38º
Pontchâteau 2004 - Under-23: 30º
St. Wendel 2005 - Under-23: 22º
Zeddam 2006 - Under-23: 13º
Treviso 2008 - Elite: 29º
- Campionati del mondo su strada

Doha 2016 - In linea Elite: ritirato

### Competizioni europee
- Campionati europei di ciclocross

Tábor 2003 - Under-23: 16º
Vossem 2004 - Under-23: 39º
Pontchâteau 2005 - Under-23: 13º
- Campionati europei su strada

Plumelec 2016 - In linea Elite: ritirato
Herning 2017 - In linea Elite: 70º